# 韋斯灣
83°2′S 167°35′E / 83.033°S 167.583°E
韋斯灣（英語：Wise Bay）是南極洲的海灣，處於埃克布拉德冰川的終點，該海灣由新西蘭探險隊命名，以隊中的成員命名，現時由南極條約體系管理。